# 基希埃伦巴赫
基希埃伦巴赫是德国巴伐利亚州的一个市镇。总面积8.24平方公里，总人口2257人，其中男性1130人，女性1127人（2011年12月31日），人口密度274人/平方公里。